# Robert Harris
Robert Harris (født 7. marts 1957 i Nottingham, Nottinghamshire) er en engelsk forfatter.
Harris læste engelsk litteratur ved Selwyn College i Cambridge og var under studieårene redaktør for studenterbladet Varsity. Efter studierne blev han ansat ved BBC, hvor han arbejde på nyhedsredaktionen. I 1987 blev han politisk redaktør for The Observer.
Han debuterede som fagbogsforfatter i 1982 med A Higher Form of Killing, skrevet sammen med Jeremy Paxman. Bogen handlede om kemisk og biologisk krigsførelse og blev den første i rækken af fagbøger fra Harris, alle udgivet i 1980'erne. Som romanforfatter slog han igennem med Fatherland, der udkom i 1992 (dansk: Fædrelandet, samme år) og blev en international bestseller. Den bygger på kontrafaktisk historieskrivning, nemlig at Adolf Hitlers Nazi-Tyskland havde vundet 2. verdenskrig. Bogen blev tv-filmatiseret i 1994, ligesom også flere af hans senere romaner er blevet det.